# كأس الأرجنتين 2015
كأس الأرجنتين 2015 (بالإسبانية: Copa Argentina 2014-15)‏ هو الموسم 6 من كأس الأرجنتين. أقيم خلال الفترة 15 أكتوبر 2014 وحتى 4 نوفمبر 2015، وأشرف على تنظيمه اتحاد الأرجنتين لكرة القدم، وكان عدد الأندية المشاركة فيه 270، وفاز فيه بوكا جونيورز.